# Outenikwanus tomentosus
Outenikwanus tomentosus là một loài bọ cánh cứng trong họ Bọ hung (Scarabaeidae).